# 禾溪中心国民小学旧址
禾溪中心国民小学旧址，是位于中华人民共和国福建省周宁县纯池镇禾溪村的一个民国时期古建筑，2018年9月7日入选第九批福建省文物保护单位。
禾溪中心国民小学旧址是福建省依靠民间力量建造且保护最为完整的乡村学校之一，建于民国30年（1941年），由时任纯池乡长许赞堂参照当时时髦的西洋建筑风格建成。校外围夯筑土墙，占地1855平方米，建筑坐西向东，均砖砌卷拱门、百叶窗、四坡屋顶。由前操场、“凹”字形单层教室、礼堂、后操场构成。第一进教室面阔五间，明间为过道；第二进面阔七间，一层明间、次间为礼堂，梢间为教室，二层为教师办公室及师生宿舍等。2012年11月21日，禾溪中心国民小学旧址入选第三批周宁县文物保护单位，2018年9月7日，禾溪中心国民小学旧址入选第九批福建省文物保护单位。